# Fredrik Saweståhl
Carl Fredrik Saweståhl, tidigare Savestål, född 13 september 1977 i Sandvikens församling, Gävleborgs län, är en svensk politiker (moderat). Han var kommunstyrelsens ordförande i Tyresö kommun från den 1 november 2009 till den 31 december 2018. Han var riksdagsledamot (tjänstgörande ersättare) mellan 6 september 2024 och 11 maj 2025 för Stockholms läns valkrets, och var det även under perioden 1 mars–31 maj 2023.

## Biografi
Saweståhl tog examen i juridik vid Uppsala universitet. Han har suttit i Moderata ungdomsförbundets förbundsstyrelse och varit viceordförande för Fria Moderata Studentförbundet samt byråmedlem i European Democrat Students (EDS). Han har bland annat arbetat för Jarl Hjalmarsonstiftelsen och Ratio.
Han invaldes i kommunfullmäktige i Tyresö 2006 och 2010 även i landstingsfullmäktige (numera regionfullmäktige) i Stockholms län. Sedan 2022 är han regionfullmäktiges 1:e vice ordförande. Han var 2018–2022 ersättare i regionstyrelsen.
Han var vice ordförande för Moderaterna hbtq-förbund Öppna Moderater 2006–2011 och förbundsordförande 2011–2019. Saweståhl representerade från partistämman 2015 till sin avgång som förbundsordförande Öppna Moderater i Moderaternas partistyrelse. Från 2011 var han även ledamot i förbundsstyrelsen för Moderaterna i Stockholms län och från 2015 till 2019 2:e vice förbundsordförande. 
Saweståhl är sedan 2018 president för European Centre-Right LGBT+ Alliance ett nätverk för center-höger organisationer i Europa som arbetar med hbtq-frågor. Nätverket samarbetar med Europeiska folkpartiet, där både Moderaterna och Kristdemokraterna är medlemmar. 
2022–2024 var han även ordförande för föreningen Stockholm Pride.